# Offerta al pubblico
L'offerta al pubblico è un particolare tipo di proposta di contratto, che ha la caratteristica di essere indirizzata non a un determinato destinatario, ma a una collettività indeterminata di possibili destinatari.
Perché il contratto si concluda è sufficiente l'accettazione di un interessato. Qualora l'accettazione sia legata a nuove condizioni contrattuali, essa dà luogo a una controproposta che non conclude il contratto.

## L'offerta al pubblico nell'ordinamento italiano
Secondo l'art. 1336 del codice civile l'offerta al pubblico vale come proposta solo a due condizioni:
- che l'offerta contenga gli estremi essenziali del contratto da concludere (in tal senso, si dice che l'offerta deve essere completa);
- che il valore di vera e propria proposta non sia escluso dalle circostanze o dagli usi.

L'offerta al pubblico può essere revocata (ai sensi dell'art. 1328 c.c.), salvo che la legge non disponga altrimenti (v. per es. art. 103 T.U.F., in materia di strumenti finanziari); se la revoca viene fatta nella stessa forma dell'offerta o in forma equipollente è efficace anche nei confronti di chi non ne ha avuto notizia.

### Offerta al pubblico on-line
L'offerta al pubblico e la conseguente accettazione può aver luogo anche attraverso l'utilizzo di un sito web o attraverso uno scambio di e-mail. Nel primo caso il luogo della conclusione del contratto si ritiene sia il luogo dove si trova il server su cui è ospitato il sito Internet del proponente; il tempo della conclusione è quello in cui l'accettazione giunge a questo server. Se l'offerta e l'accettazione sono avvenute attraverso uno scambio di posta elettronica (equiparata giuridicamente alla posta ordinaria), il contratto è concluso quando l'accettazione giunge al server che ospita il provider che fornisce il servizio di posta elettronica al proponente.
L'art. 13 comma 2 del decreto legislativo n. 70/2003 dispone che il proponente deve accusare per via telematica una ricevuta all'ordine dell'accettante con tutte le condizioni contrattuali e altre informazioni. Si ritiene che questa sia un'obbligazione accessoria, la quale non incide sulla conclusione del contratto, già formatosi con l'accettazione.

## Differenze con altri istituti simili
L'offerta al pubblico non va confusa con la promessa al pubblico con la quale ha in comune solo l'indeterminatezza del destinatario. Il criterio discretivo riguarda il contenuto è il momento della nascita del vincolo. Nel caso di offerta, a differenza della promessa, si ha riguardo a comportamenti negoziabili; inoltre il vincolo consegue solo ad un successivo atto di accettazione, mentre nel caso di promessa si è in presenza di un negozio unilaterale, cosicché il rapporto nasce a prescindere dalla comunicazione di cui all'art. 1989 cod. civ..
Più difficile è invece distinguere l'offerta dall'invito a offrire, a cui l'art. 1336 allude quando dà rilevanza alle diverse circostanze. L'invito è contenuto nei prezziari, nei listini e in generale nei materiali pubblicitari e non è atto giuridico rilevante, ma solo atto lecito nei limiti in cui ovviamente non costituisca atto di concorrenza sleale o non violi diritti della persona, in particolare il diritto all'immagine o alla reputazione. Si tratta in sostanza di notizie portate all'attenzione del pubblico senza vincolo per le parti e senza possibilità di una accettazione. Chi risponde all'invito, infatti, non accetta ma propone la conclusione di un contratto. Nella pratica, è difficile distinguere le due figure. In linea di massima, l'offerta, a differenza dell'invito, deve contenere gli estremi necessari per la conclusione del contratto ed è invito se prevede il gradimento in ordine alla persona che risponde, come nel caso di contratti intuitus personae (ad es. di lavoro).
Ad esempio, si ritiene che il bando di concorso per l'assunzione di lavoratori sia offerta e non già promessa, ma se chi bandisce si riserva insindacabilmente l'assunzione, c'è invito.